# Hambridge and Westport
Hambridge and Westport is een civil parish in het bestuurlijke gebied South Somerset, in het Engelse graafschap Somerset met 514 inwoners.